# Ром-Орфанаж
 Ром Орфанаж (тур. Büyükada Rum Yetimhanesi, Prinkipo Rum Yetimhanesi) — колишній дитячий притулок у Туреччині на острові Буйюкада (Принцеві острови), найбільша дерев'яна споруда Європи.

## Історія створення
В середині 19 століття, коли ознаки розпаду Османської імперії набули загрозливих масштабів, султан і уряд спромоглися розпочати в державі реформи. Особливо помітними зрушення були в будівництві, в створенні залізниць і спробах наблизити побут султана монарха і його родини до західноєвропейських стандартів XIX століття. Так виникає залізниця, що пов'язує Туреччину з священними містами Меккою і Мединою, низка залізничних вокзалів, що полегшує шлях мусульманам-паломникам. Серед тогочасних проектів — Східний експрес, палац Долмабахче, створений у стилі еклектики. Велетенську люстру з богемського скла в подарунок і для оздоби Долмабахче привезли від королеви Британської імперії — Вікторії. Саме в палаці Долмабахче засідав уряд, що розпочав досить обмежені реформи.
Серед новітніх на той час споруд і велетенська дерев'яна споруда, яка будувалась однією французькою компанією для обслуговування закордонних багатіїв на острові Бююкада в Мармуровому морі.
Це великий готель з казино, ресторани та іншими закладами посеред соснового лісу — «Prinkipo Palace» — будівля на 6 поверхів, 20 000 м2, 206 кімнат, більше 100 вікон.
З побудовою споруди поспішали, тому скористались легким в обробці деревом, яке дозволило дешево і швидко упоратись з новим закладом (проект архітектора Александра Волларі, 1850–1921). Проте султан Абдул-Гамід II не дав дозволу на експлуатацію через казино.

## Споруда у 20 ст
Порожню споруду виставили на продаж. Її придбала дружина відомого грецького банкіра і багатія (православна за віросповіданням) Елені Заріфі і передала у власність Вселенського Патріархату для розміщення притулку для дітей-сиріт. В роки успішної діяльності дитячого притулку тут мешкало і виховувалось до однієї тисячі дітлахів.
У роки Першої світової війни дітей розселили, а будівля використовувалась турецькою військовою школою «Кулелі».
Пізніше деякий час тут мешкали і грецькі біженці і ті хто шукав спасіння від більшовиків.
Потім будинок знову став притулком і профункціонував до 1964 року.
Будівля роками стояла покинутою, що призвело до її деградації і руйнації. На споруду висловили власні претензії канцелярія Константинопольського Патріарха і Генеральна дирекція культурних фондів Туреччини. Справу розглядали в Європейському суді з прав людини. Суд 2010 року став на бік канцелярії Константинопольського Патріарха, якій споруда належала десятиліттями. Але аварійний стан найбільшої в Європі дерев'яної споруди це поки що ніяк не покращило, незважаючи на відвідини острова туристами.

## Галерея

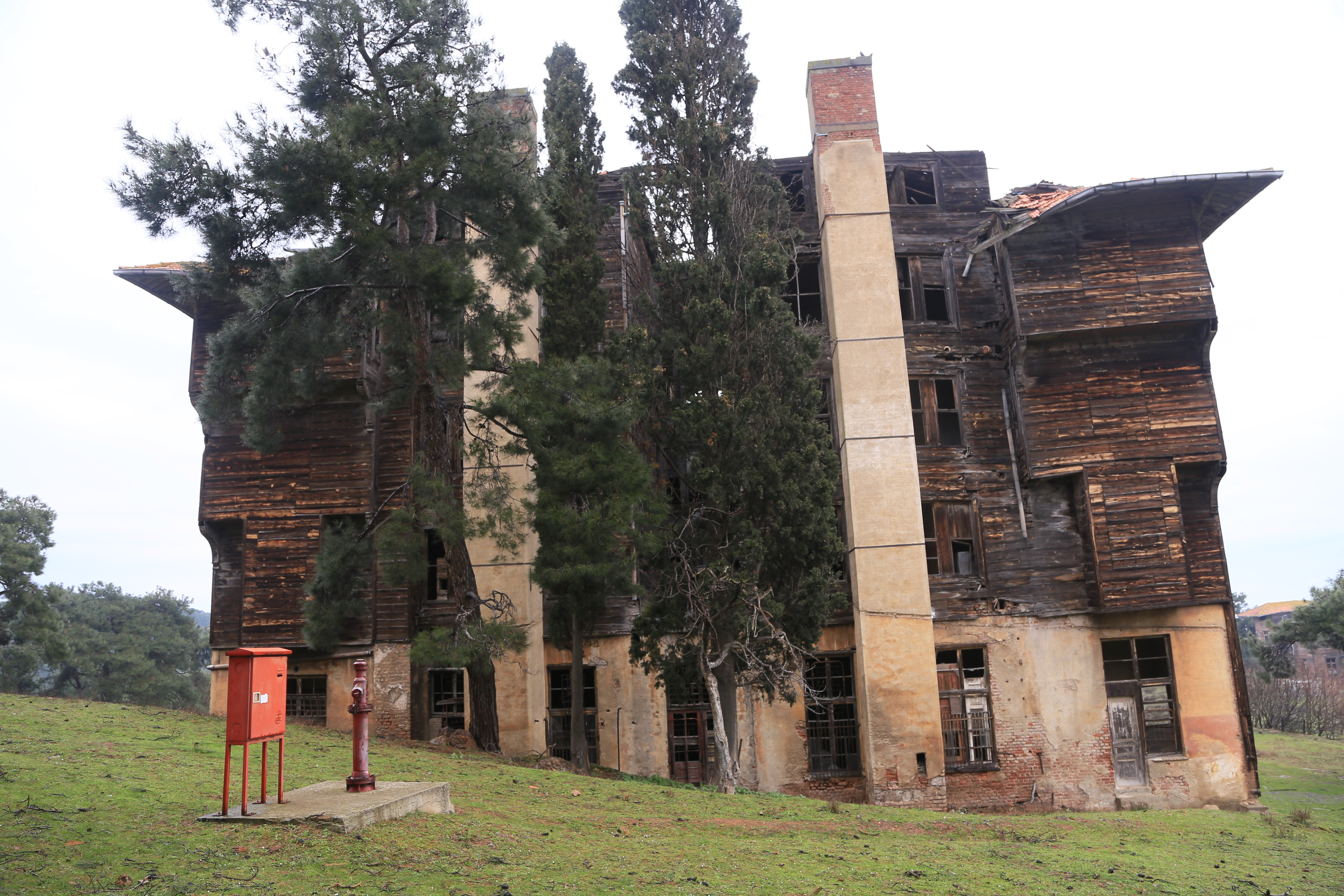
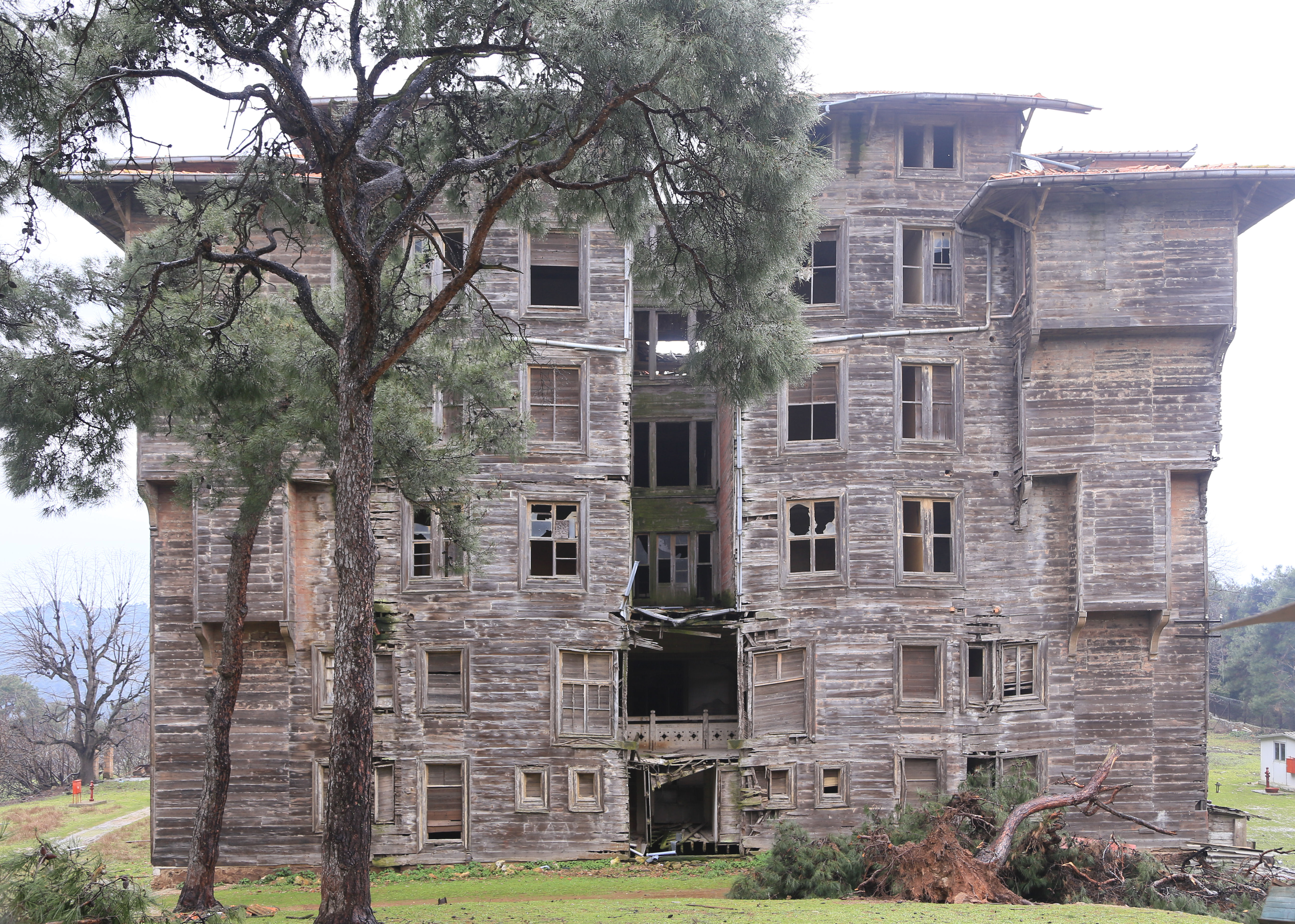
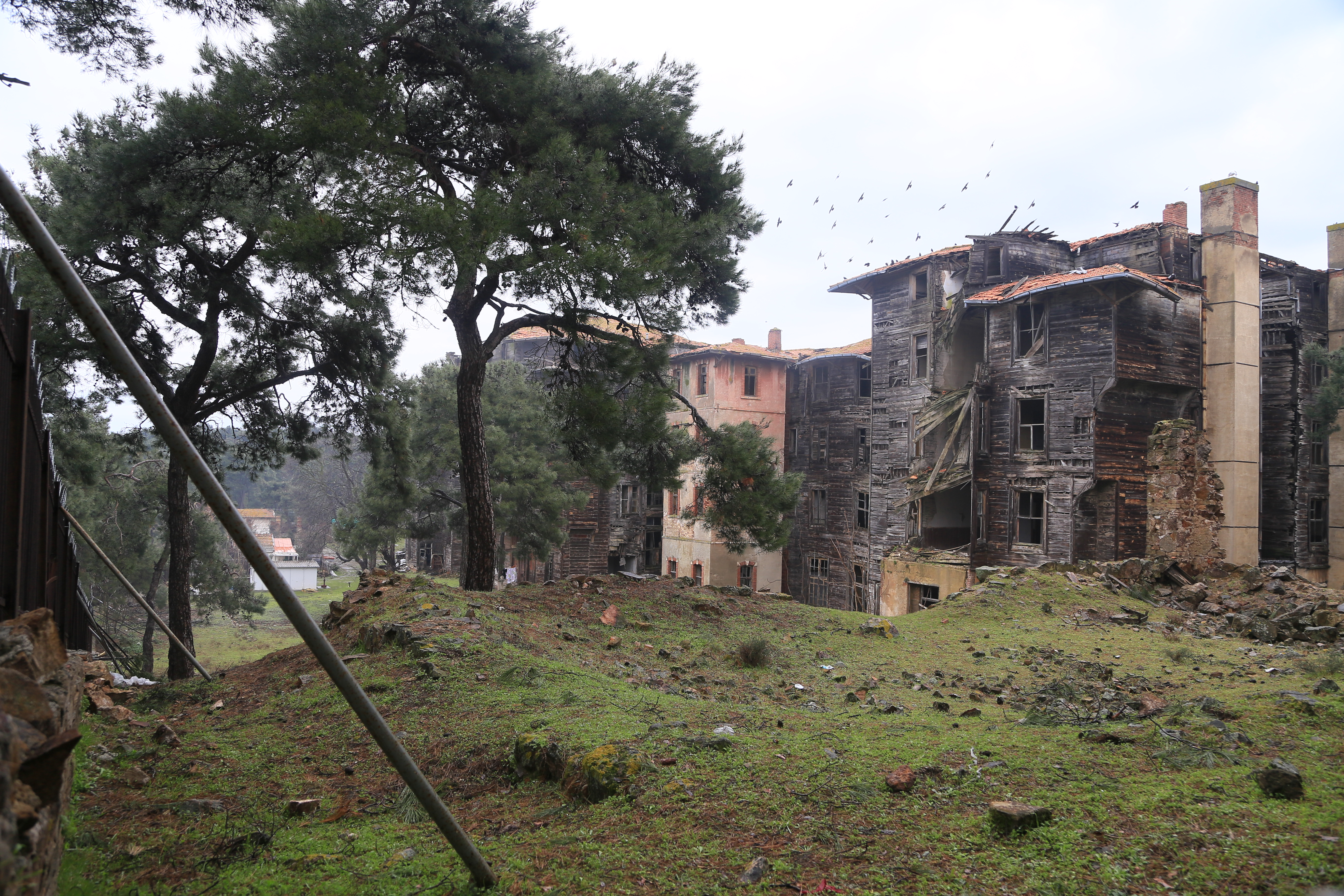